# فاكوندو مورا
فاكوندو مورا (بالإسبانية: Facundo Mura)‏ هو لاعب كرة قدم أرجنتيني في مركز الدفاع، ولد في 24 مارس 1999 في مدينة جنرال روكا، ريو نيغرو في الأرجنتين. لعب مع إستوديانتيس دي لا بلاتا.

## وصلات خارجية
- فاكوندو مورا على موقع قاعدة بيانات كرة القدم.إي يو (الإنجليزية)
- فاكوندو مورا على موقع Soccerway.com (الإنجليزية)